# 白苦柱
白苦柱（学名：Polygonum lanatum）为蓼科蓼屬下的一个种。

## 扩展阅读
- 維基物種上的相關：白苦柱